# Tonga (sprog)
 For alternative betydninger, se Tonga (flertydig). (Se også artikler, som begynder med Tonga)
Tonga er en betegnelse for flere sprog. Et af to bantusprog, der tales i Malawi (Bantu gruppe N) og Zambia og Zimbabwe (Bantu gruppe M).
Der tales også et tredje tonga (Mon-Khmer) i Thailand og Malaysia
Til forveksling tales et fjerde sprog tsonga i Mozambique, Sydafrika, Swaziland og Zimbabwe.
| Sprog | Spire Denne artikel om sprog er en spire som bør udbygges. Du er velkommen til at hjælpe Wikipedia ved at udvide den. |